# کارلسپلاتز

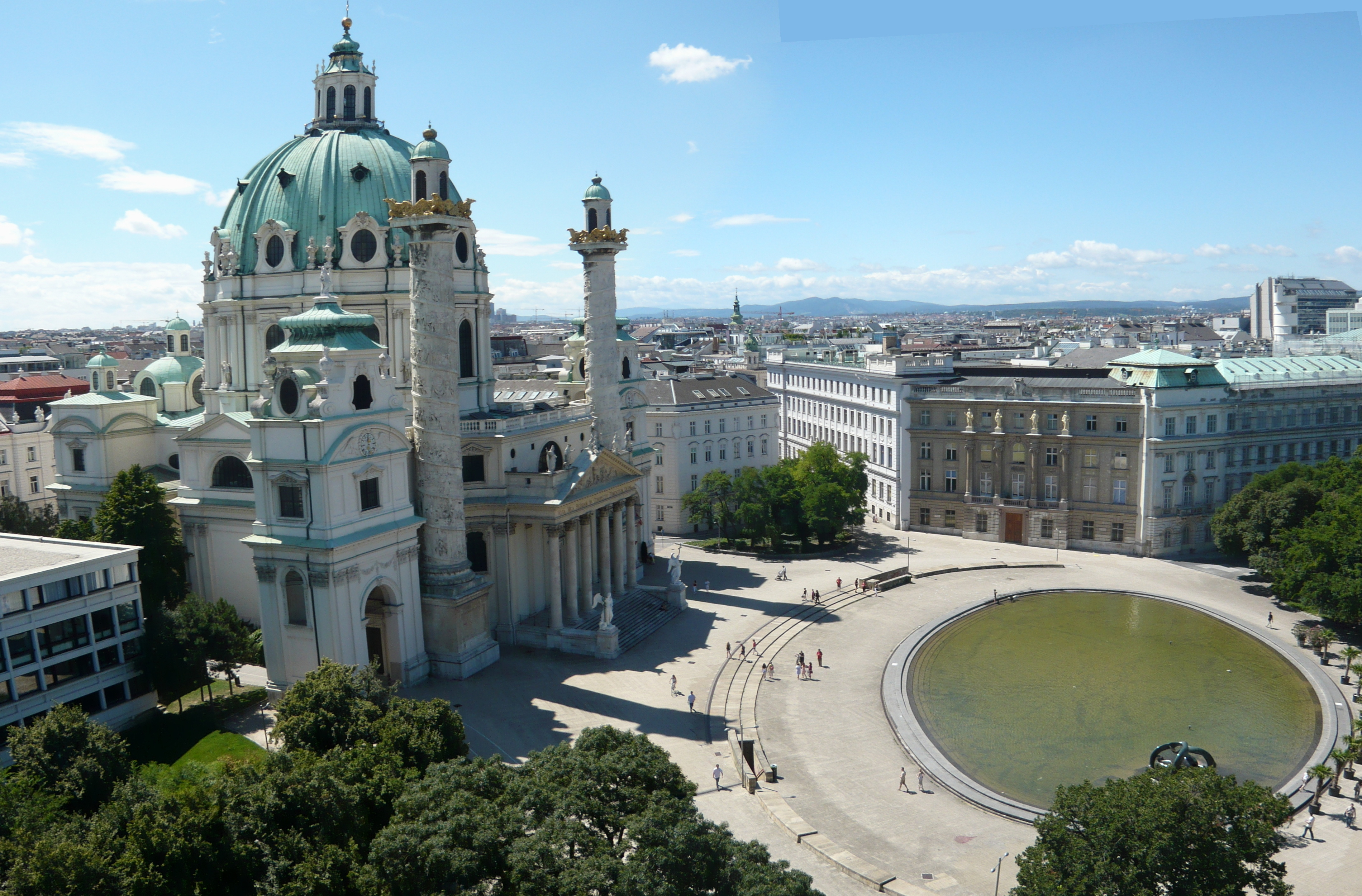
کلیسای سنت شارل بورومئو در میدان کارلسپلاتز، وین

کارلسپلاتز (انگلیسی: Charles' Square) یک میدان در مرز مناطق اول و چهارم وین است، و یکی از بهترین مراکز حمل و نقل متداول در وین محسوب می‌شود. کلیسای سنت شارل بورومئو در این میدان واقع شده‌است.
از این میدان می‌توان از طریق مترو (ایستگاه کارلسپلاتز) یا از طریق خیابان اوپرن‌گاسه به منطقه اول رفت. با وجود ساخت سیستم متروی وین غرفه‌های ایستگاه سابق کارلسپلاتز کماکان در این میدان باقی مانده‌است.

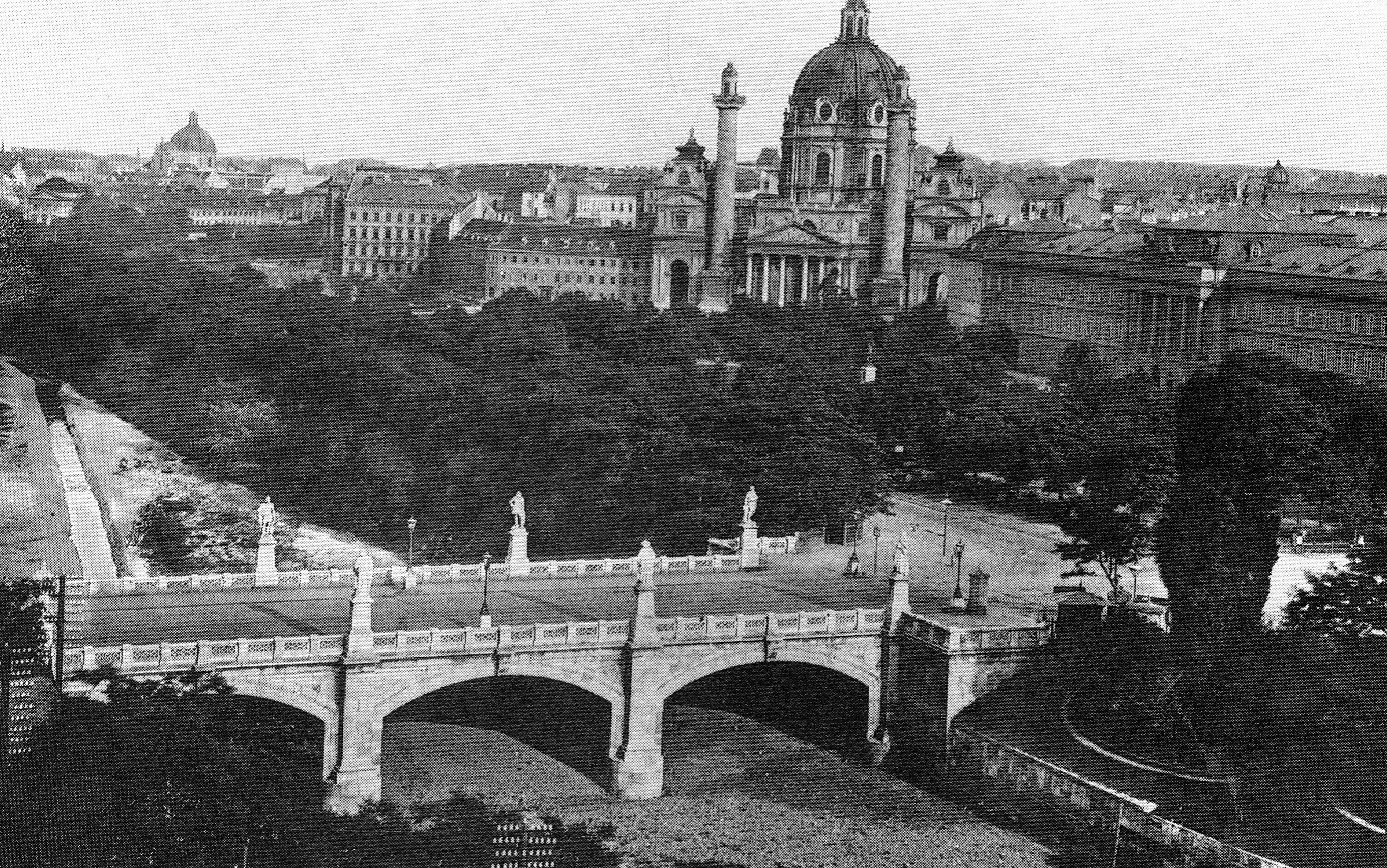
پل الیزابت حدود سال ۱۸۹۵

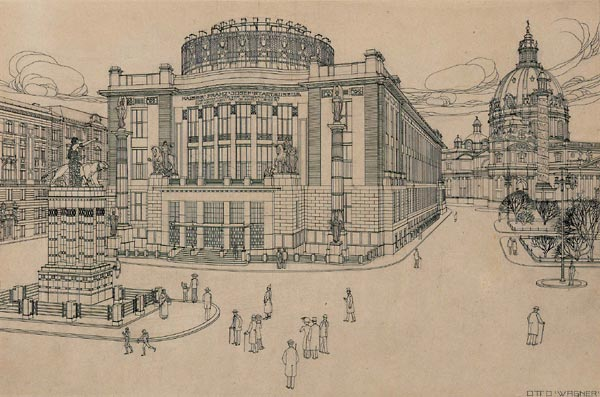
طرح اوتو واگنر برای بازسازی کارلسپلاتز و تأسیس موزه شهر امپراتور فرانتس ژوزف، اکنون محل موزه وین است (۱۹۰۹)

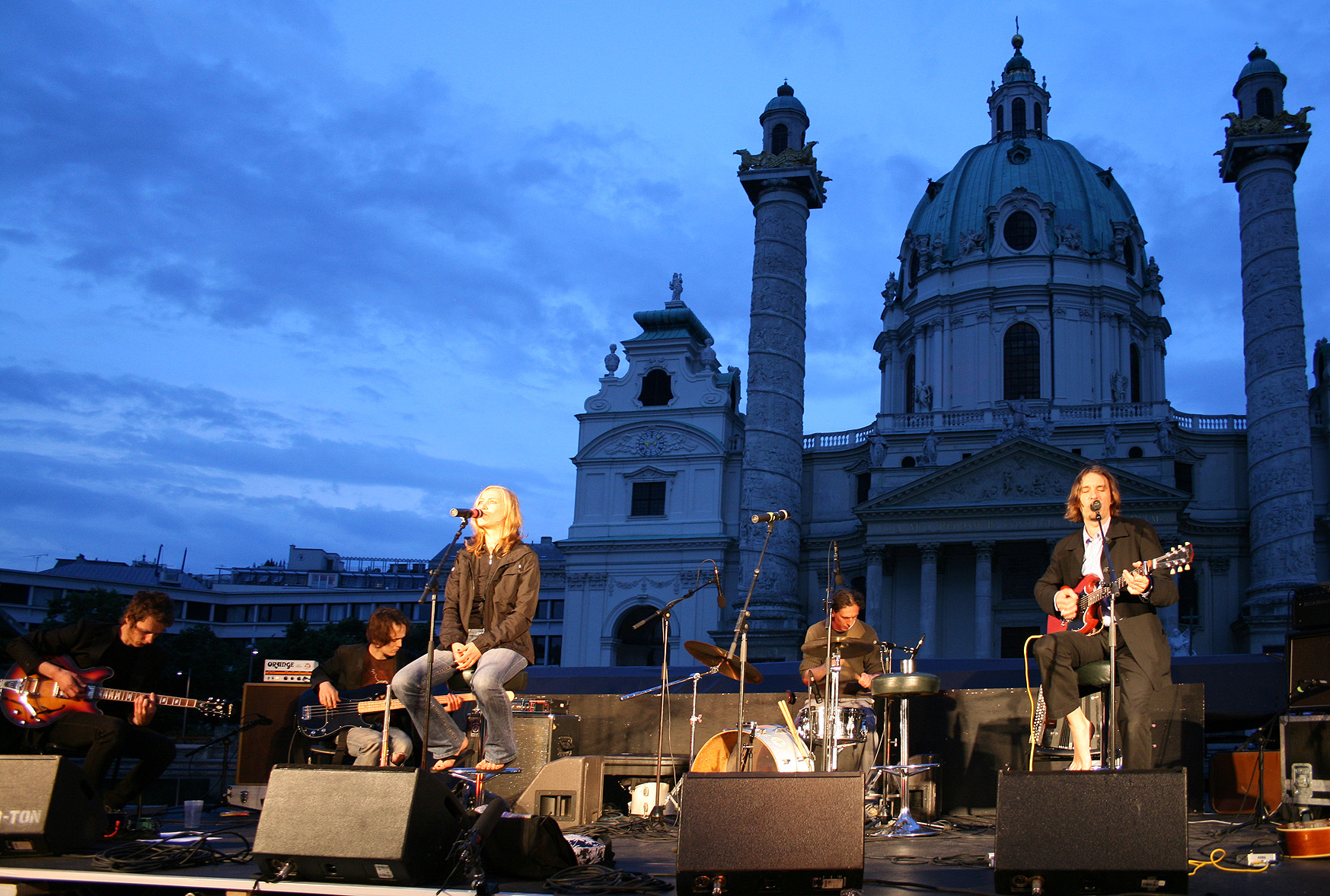
نمای کلیسای سنت شارل بورومئو در سال ۲۰۰۸

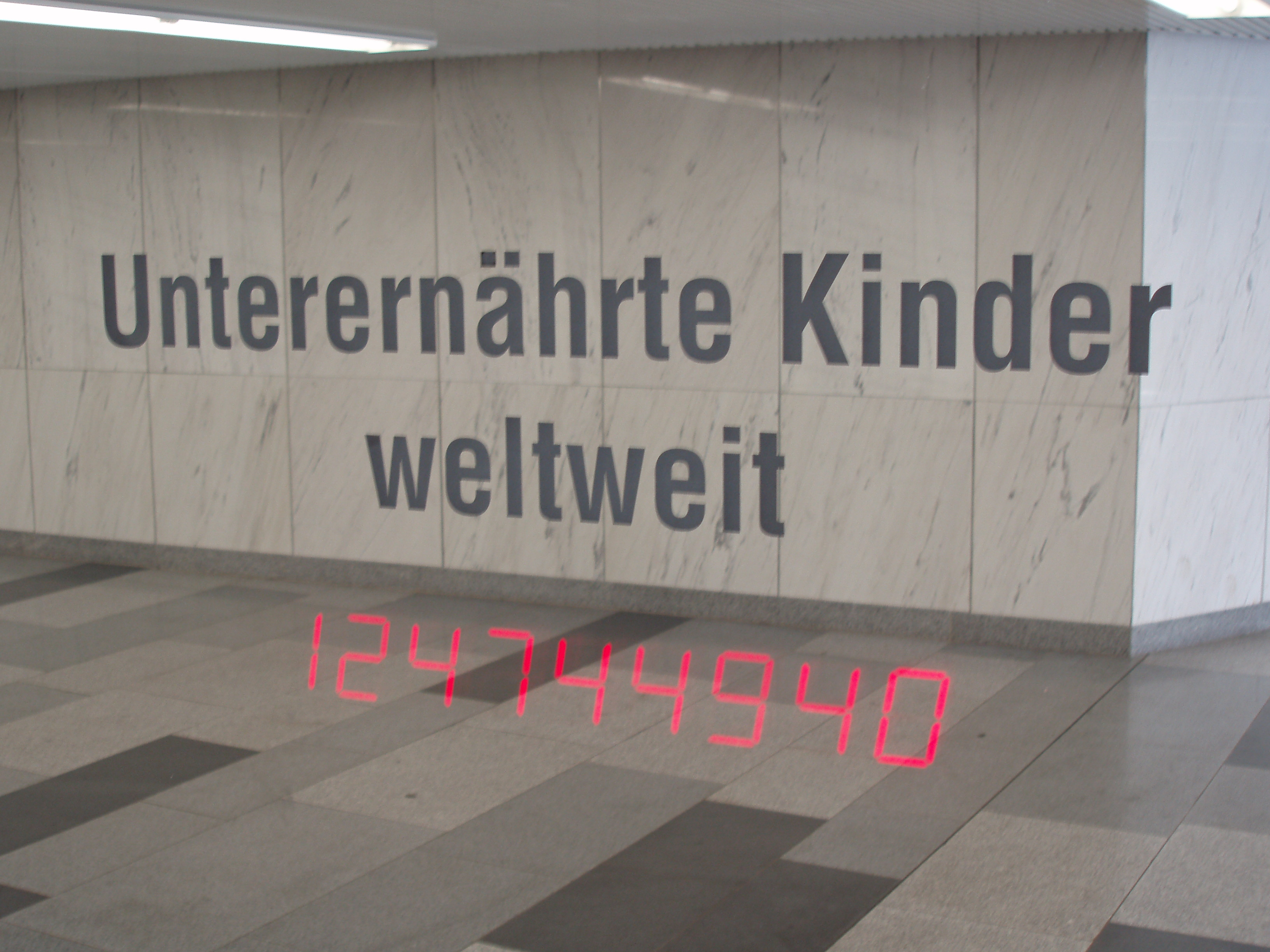
نمایی از پروژه هنری Pi در معابر زیرزمینی

## نگارخانه

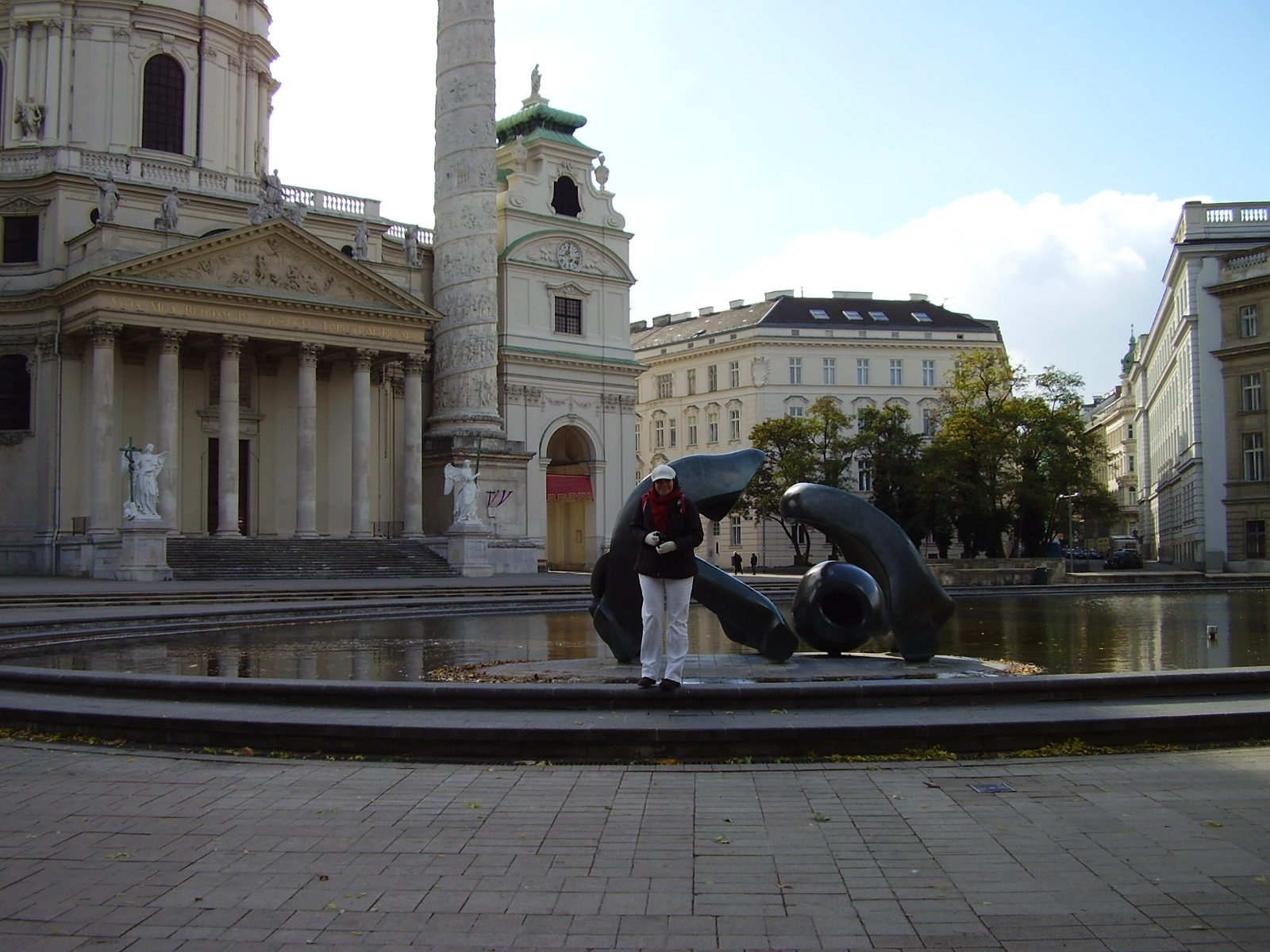
میدان مقابل کارلسکیرچه
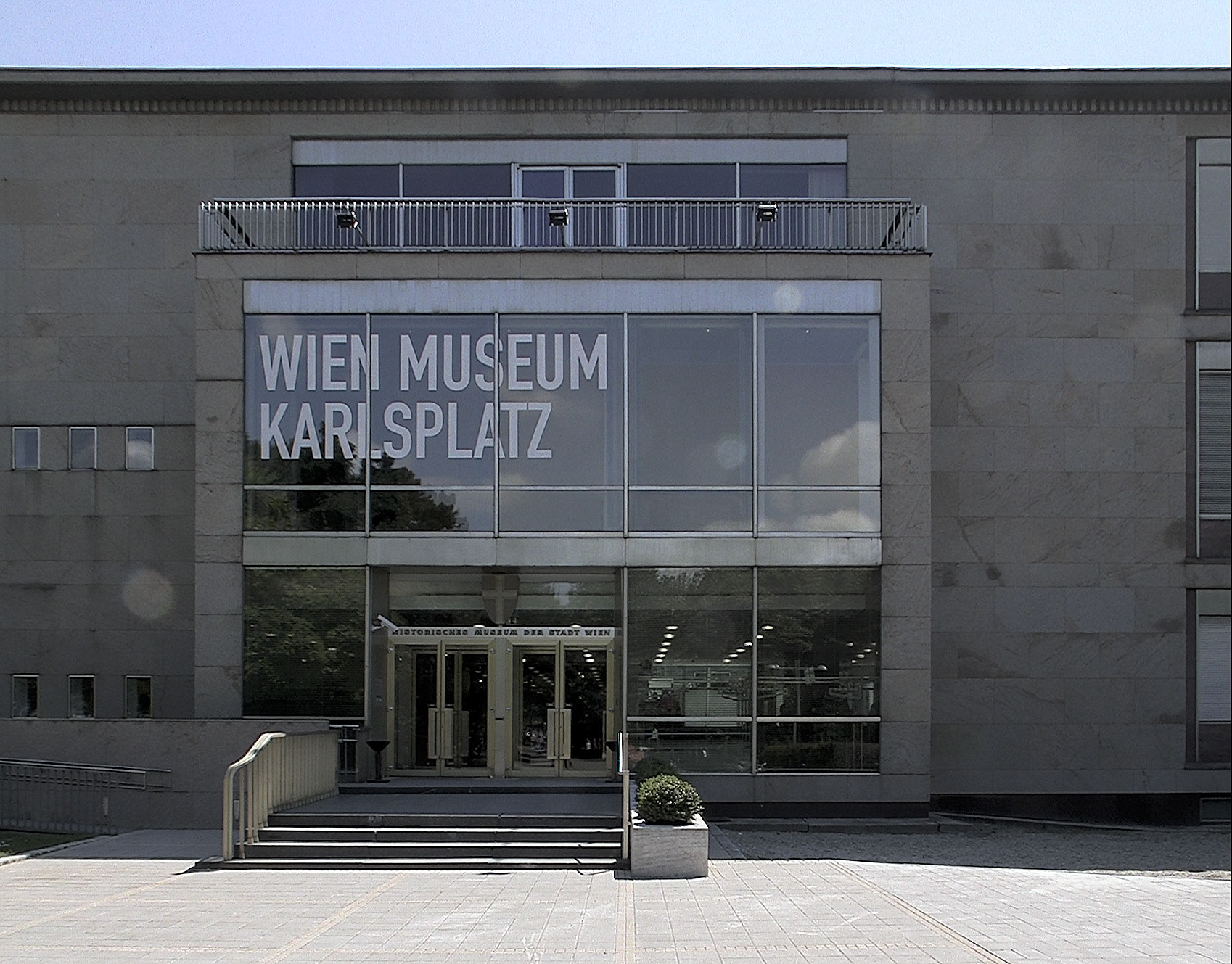
موزه وین
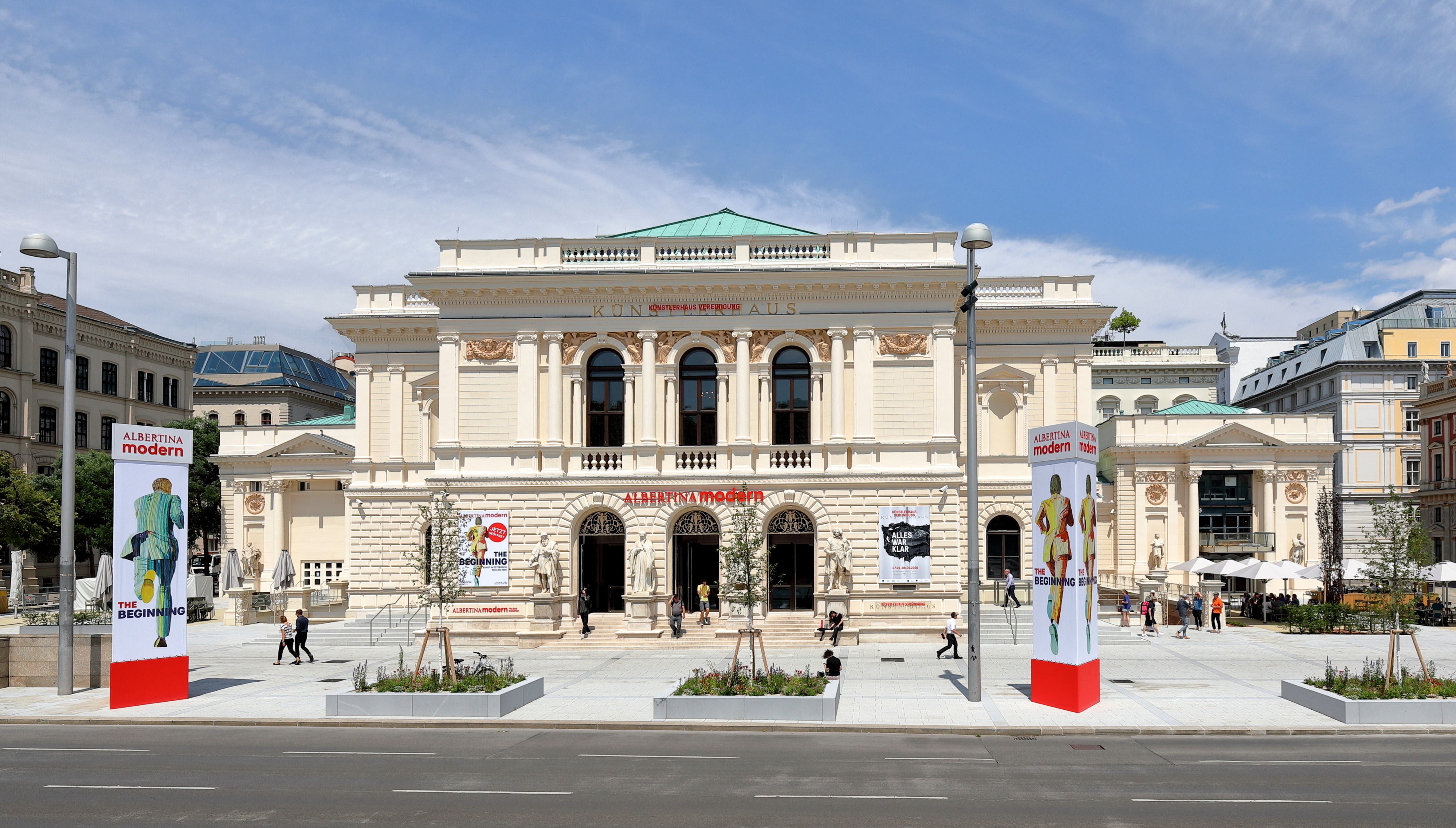
کونستلرهاوس
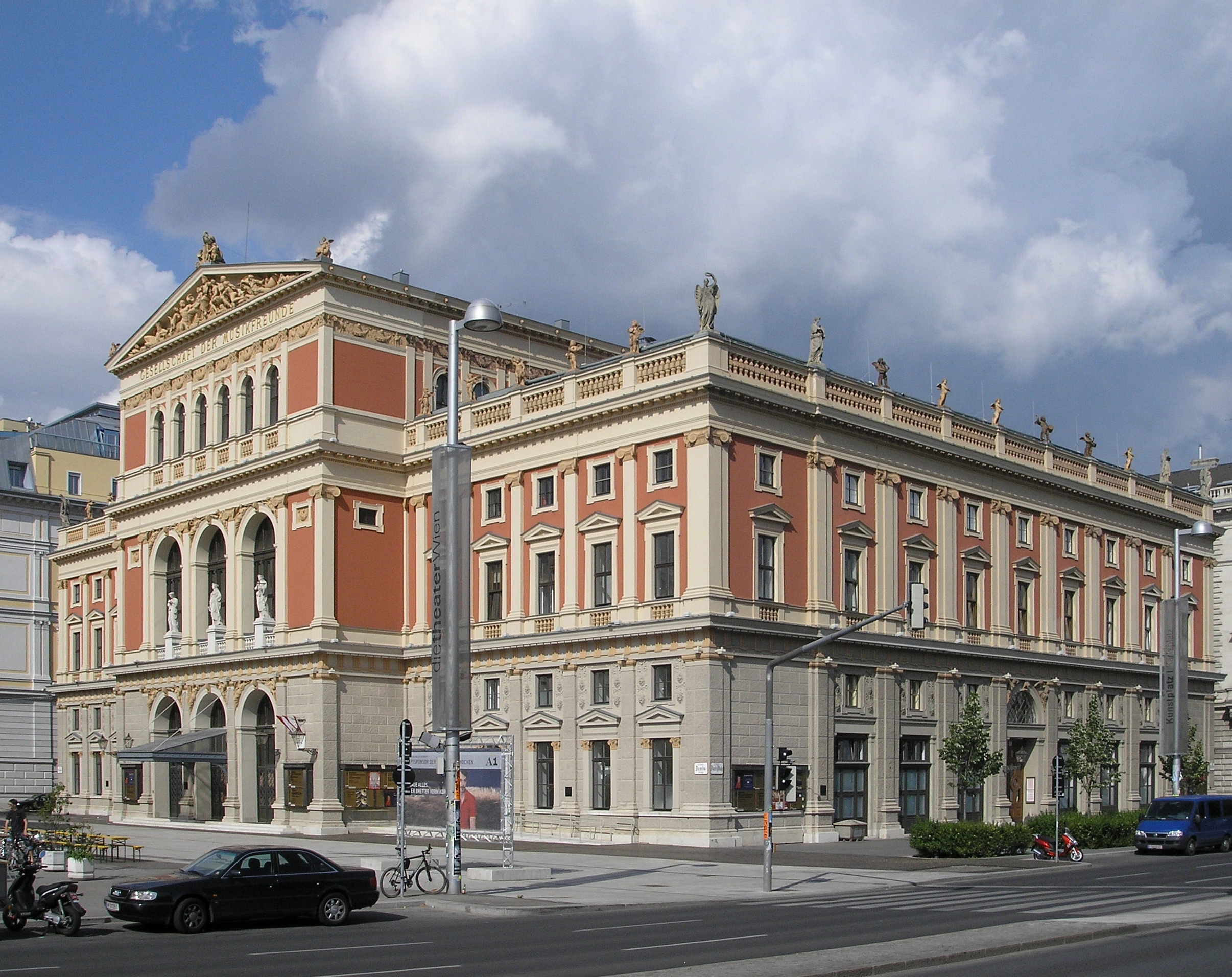
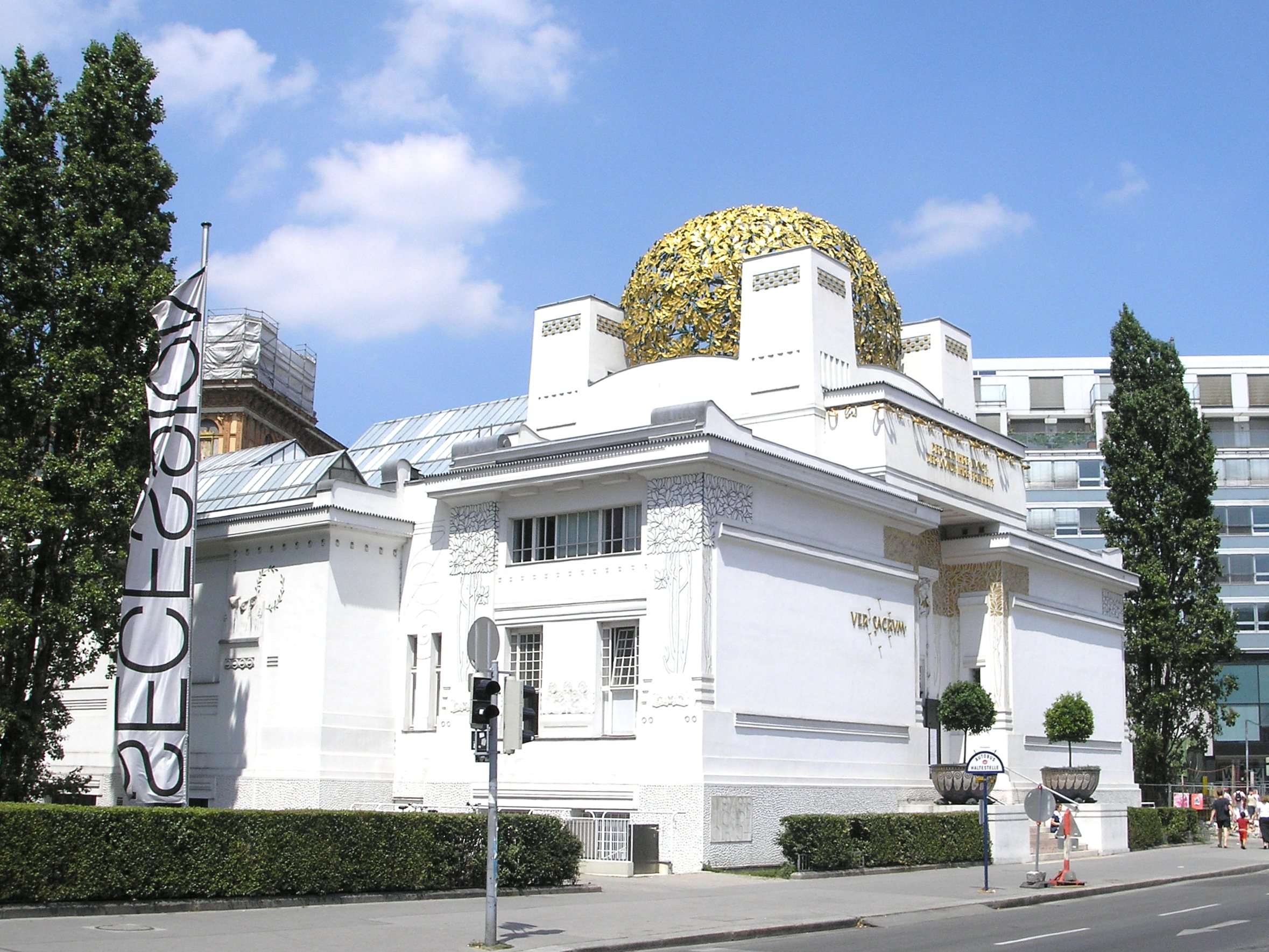
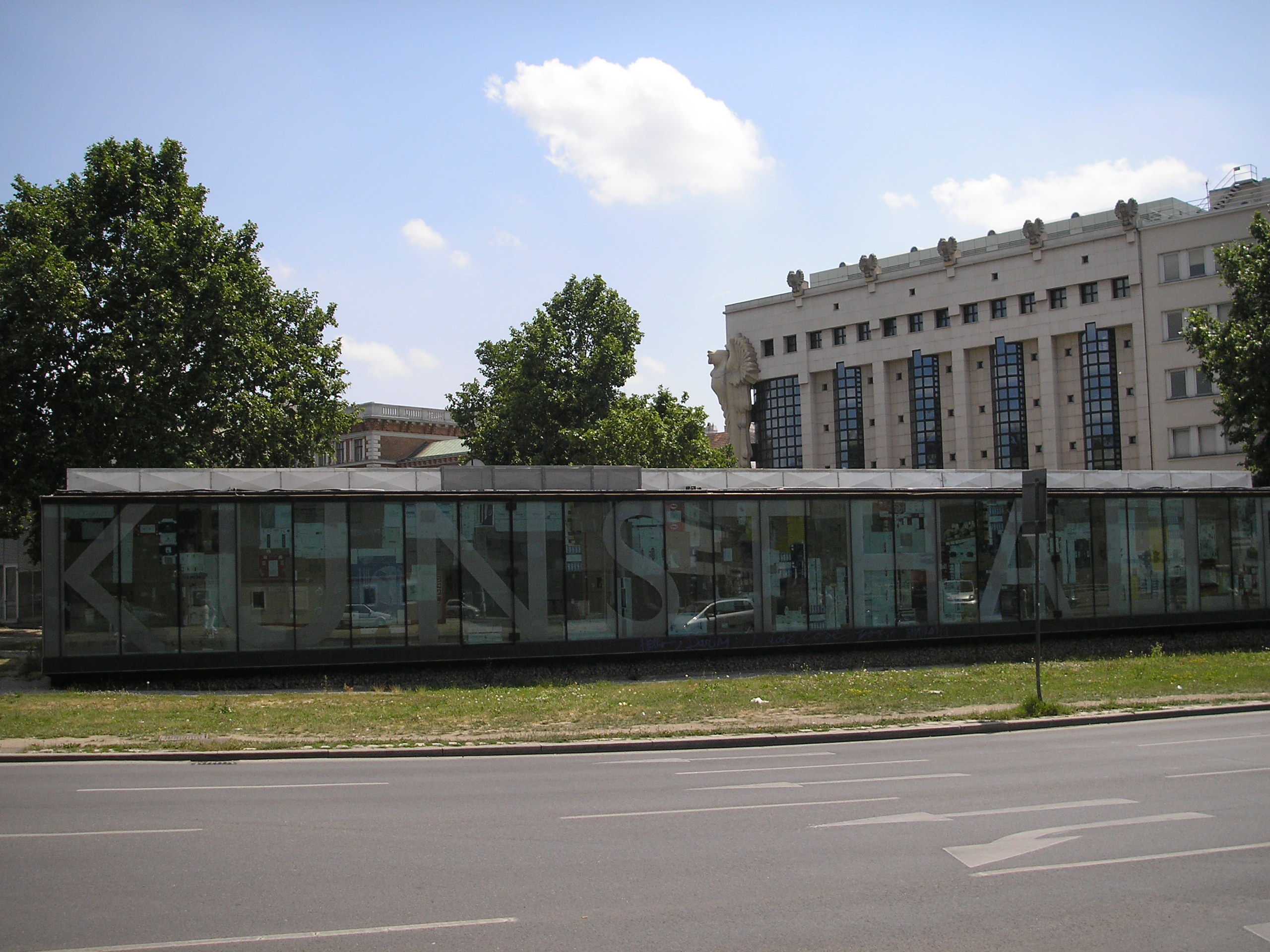
گالری هنر وین
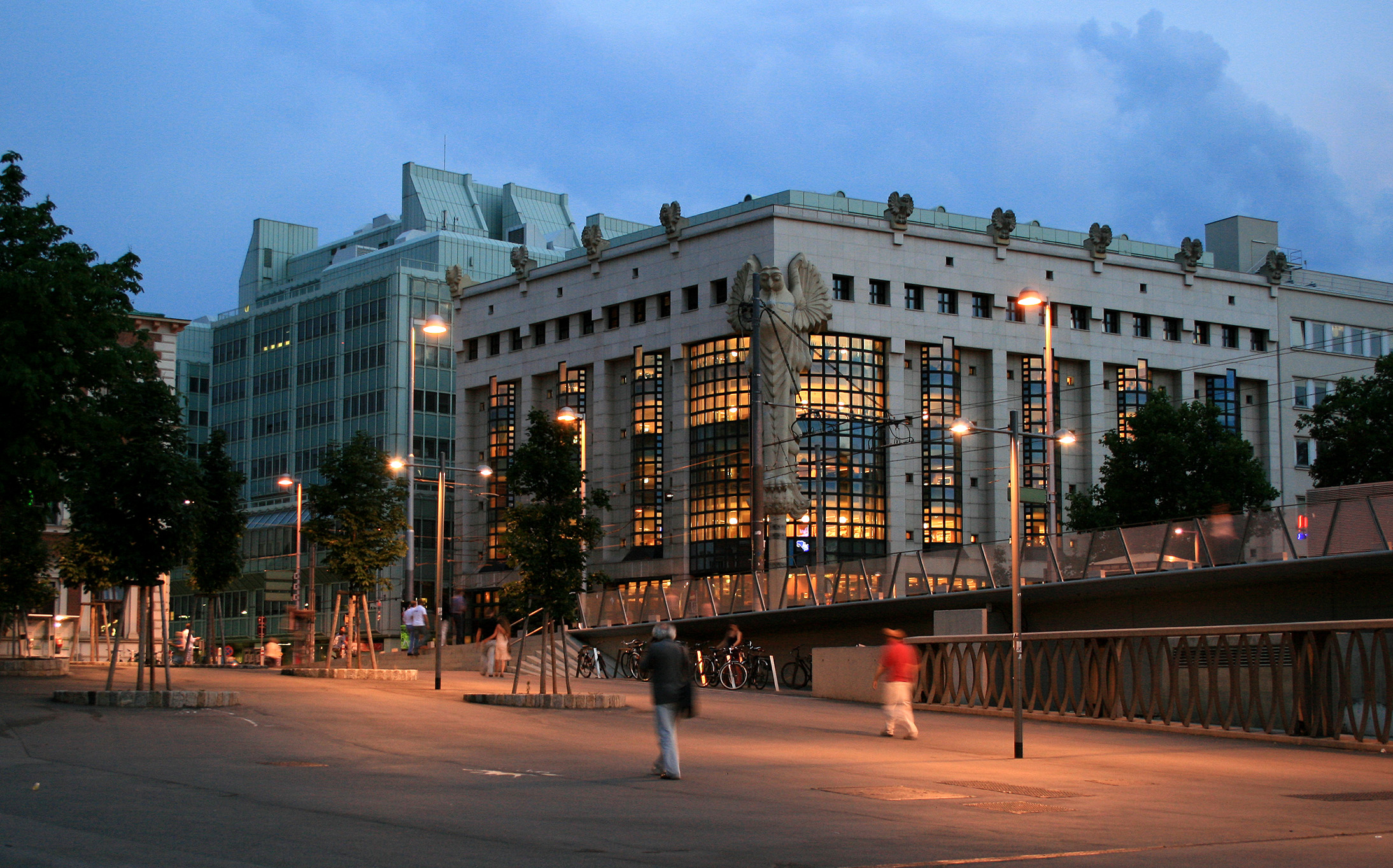
ساختمان دانشگاه صنعتی وین
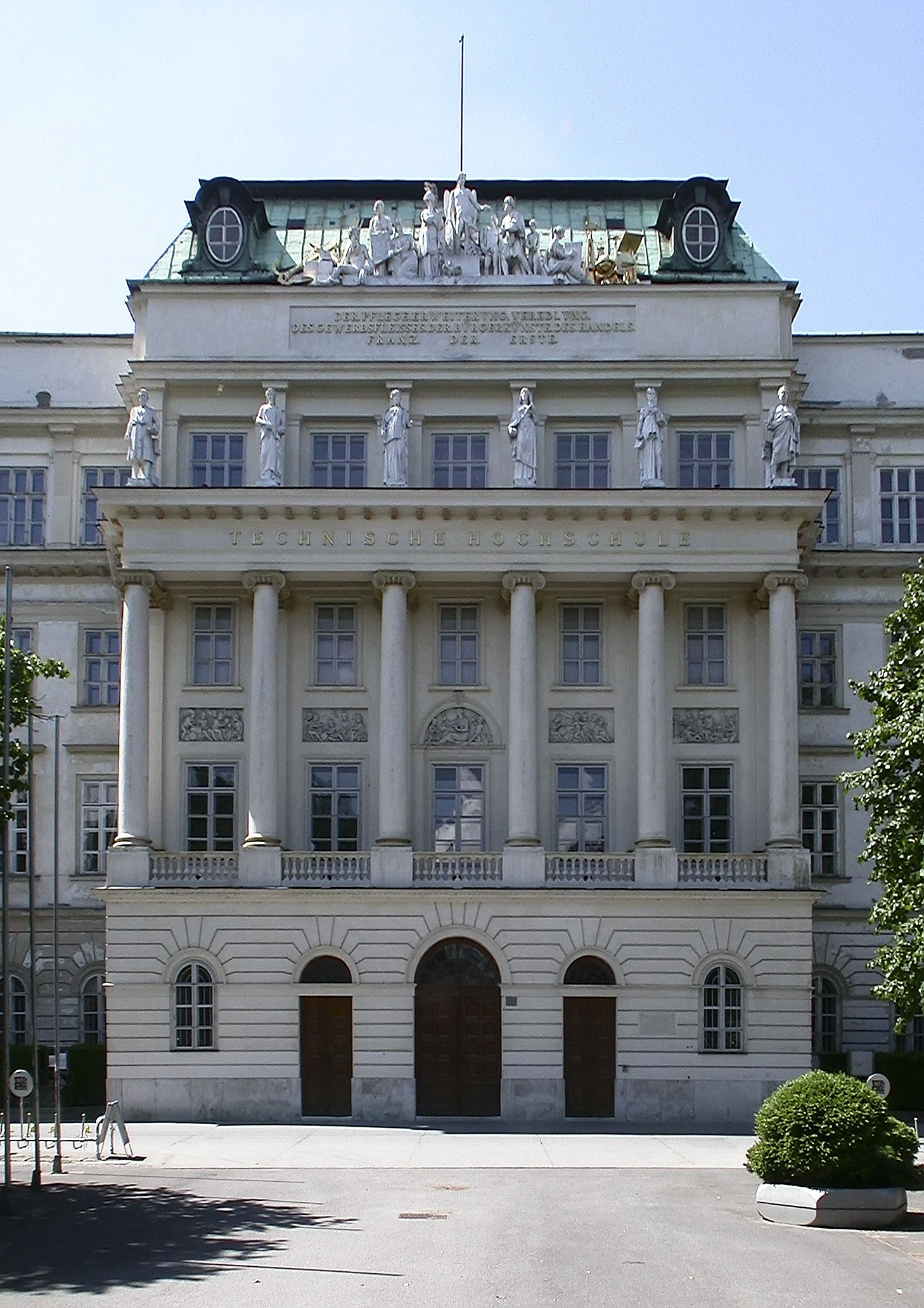
دانشگاه فنی وین، هاپتگابوده